# Alfred Syson
Alfred Edward Syson (ur. 6 kwietnia 1880 w Toynton All Saints, zm. 2 sierpnia 1952 w Gosport) – brytyjski szermierz, szablista. Członek brytyjskiej drużyny olimpijskiej w 1912 roku.
Podczas I wojny światowej służył w Royal Navy dochodząc do rangi majora. Został odznaczony Orderem Imperium Brytyjskiego za wkład w przygotowanie fizyczne i trening w walce na bagnety żołnierzy.